# Věnceslava Hrubá-Freiberger
Věnceslava Hrubá-Freiberger (* 28. September 1945 in Dublovice, Tschechoslowakei) ist eine tschechisch-deutsche Sängerin (Sopran).
Hrubá-Freiberger studierte am Prager Konservatorium bei den Gesangslehrerinnen V. Passerová und L. Michelová. Von 1968 bis 1970 war sie Mitglied des Opernchors am Nationaltheater in Prag. Ihre Solo-Karriere begann 1970 an der Oper Pilsen. Von 1972 bis 1988 war sie Ensemblemitglied im Opernhaus Leipzig. Nach ihrer Heirat mit dem Solobratschisten des Leipziger Gewandhausorchesters Eberhard Freiberger trat sie vor allem als Interpretin von Oratorien und Orchesterwerken Johann Sebastian Bachs und Georg Friedrich Händels hervor, sie sang in den Motetten des Thomanerchors und trat zusammen mit dem Neuen Bachischen Collegium Musicum auf. 1987 erhielt sie einen Gastspielvertrag mit der Staatsoper Unter den Linden.
Hrubá-Freiberger war von 1989 bis 1991 als Dozentin an der Hochschule für Musik „Hanns Eisler“ Berlin und seit 1992 als Professorin an der Hochschule für Musik Franz Liszt Weimar tätig. Sie wurde mit dem Kunstpreis der Stadt Leipzig ausgezeichnet. Außerdem wurde ihr der Ehrentitel Kammersängerin verliehen.